# Myrciaria cuspidata
Myrciaria cuspidata är en myrtenväxtart som beskrevs av Otto Karl Berg. Myrciaria cuspidata ingår i släktet Myrciaria och familjen myrtenväxter. IUCN kategoriserar arten globalt som sårbar. Inga underarter finns listade i Catalogue of Life.